# 科林·布坎南 (城镇规划师)
科林·道格拉斯·布坎南爵士，CBE（1907年8月22日—2001年12月6日）是一名蘇格蘭的城市規劃師。1963年，他的《城镇交通》一书出版，书中全面介绍了英国私家车拥有量和城市交通问题，他也因此一举成为英国最著名的规划师。

## 生平
布坎南于1907年出生于印度西姆拉，出身苏格兰土木工程师世家。他曾在赫特福德郡的伯克哈姆斯特德学校（Berkhamsted School）读书，然后于伦敦帝国学院学习工程学。他的第一份工作是为苏丹公共工程部修建桥梁和道路。回到英国后，他从事区域规划研究，加入了皇家城市规划学会，并于1935年加入了英國運輸部，从事干道规划和道路安全方面的工作。
在第二次世界大战期间担任皇家工程师并获得中校军衔之后，他退伍并加入了了新的城乡规划部，负责监督关于贫民窟清退的规划咨询，并协调交通、规划和环境政策。
1960年，交通运输大臣欧内斯特·马普莱斯任命布坎南为运输部工作组的负责人。该小组于1963年发表了颇有影响力的《布坎南报告》（Buchanan Report），该报告指出在未来的几十年中，英国的汽车数量可能翻两番，并提出了如何重新设计英国城镇以适应日益增长的汽车使用的需求。它为规划人员提供了一套政策蓝图，以处理其对城市环境的影响，这些政策包括交通限制和分隔，由此平衡城市重建、新走廊和新区的交通压力。这些政策影响了英国和其他一些国家长达二三十年的城市景观发展。1964年，企鹅出版集团出版了《城镇交通》，即1963年《布坎南报告》的简版。
布坎南于1963年从该部门退休，并在伦敦帝国学院担任交通系主任，成立了成功的顾问公司Colin Buchanan and Partners，该公司后来发展成拥有约300名员工的有限公司，随后由他儿子马尔科姆·布坎南（Malcolm Buchanan）担任主席。2011年，公司更名为SKM Colin Buchanan。
1973年至1975年间，科林·布坎南担任布里斯托大学新成立的城市高级研究学院（School of Advanced Urban Studies）院长。
在1968-70年间，他担任伦敦第三机场委员会（“罗斯基尔委员会”）为员，任务是“调查为应对现状服务伦敦地区的机场的运输量的增长，建设四跑道机场以的时机，考虑各种备选地点，并给出选址建议。”
委员会1971年的报告建议，应在白金汉郡Cublington的一个地点（伦敦西北）建设为伦敦的第三个机场。但作为少数派别的代表，布坎南坚决反对这本146页的Cublington方案经济分析，因为政策要求保护伦敦周围的郊野：“将机场及其相关的一切都带到这里来简直不可理喻”，并推荐了伦敦东部的Maplin Sands（又称Foulness）。
后来，国会通过了一项法案——《1973年Maplin发展法案》（Maplin Development Act 1973），这为在Maplin Sands建设泰晤士河口機場铺平了道路。但是，1973年的石油危机之后，Maplin新机场的计划被搁置，新的四跑道机场的所有计划都被规模较小且并未进入罗斯基尔委员会的备选名单的斯坦斯特德机场重建计划所取代。
1980年至1985年间，布坎南担任英格兰乡村保护运动的主席。他还曾是皇家城市规划学会主席，学会为他授予了金质奖章。布坎南于1964年被授予司令勳章（CBE），并于1972年被封为爵士 
布坎南于2001年12月6日因支气管肺炎在位于牛津的家中去世。

## 出版物
- . London: Leonard Hill. 1958. ISBN 0-249-38901-0.
- . London: HMSO. 1963.
- S228. Harmondsworth: Penguin Books. 1964.